# Internationale Cricket-Saison 1946/47
Die internationale Cricket-Saison 1946/47 fand zwischen November 1946 und März 1947 statt. Als Wintersaison wurden vorwiegend Heimspiele der Mannschaften aus Südasien, der Karibik und Ozeanien ausgetragen.

## Überblick

### Internationale Touren
| Beginn            | Heimteam   | Auswärtsteam | Resultate | Artikel |
| Beginn            | Heimteam   | Auswärtsteam | Test      | Artikel |
| ----------------- | ---------- | ------------ | --------- | ------- |
| 29. November 1946 | Australien | England      | 3–0 [5]   | Artikel |
| 21. März 1947     | Neuseeland | England      | 0–0 [1]   | Artikel |

## Nationale Meisterschaften
Aufgeführt sind die nationalen Meisterschaften der Full Member des ICC.
| Land            | First-Class              |
| --------------- | ------------------------ |
| Australien      | Sheffield Shield 1946/47 |
| Britisch-Indien | Ranji Trophy 1946/47     |
| Neuseeland      | Plunket Shield 1946/47   |
| Südafrika       | Currie Cup 1946/47       |